# Diénay
Diénay is een gemeente in het Franse departement Côte-d'Or (regio Bourgogne-Franche-Comté) en telt 244 inwoners (2005). De plaats maakt deel uit van het arrondissement Dijon.

## Geografie
De oppervlakte van Diénay bedraagt 15,1 km², de bevolkingsdichtheid is 16,2 inwoners per km².
De onderstaande kaart toont de ligging van Diénay met de belangrijkste infrastructuur en aangrenzende gemeenten.

## Demografie
Onderstaande figuur toont het verloop van het inwonertal (bron: INSEE-tellingen).